# Trait de Jupiter

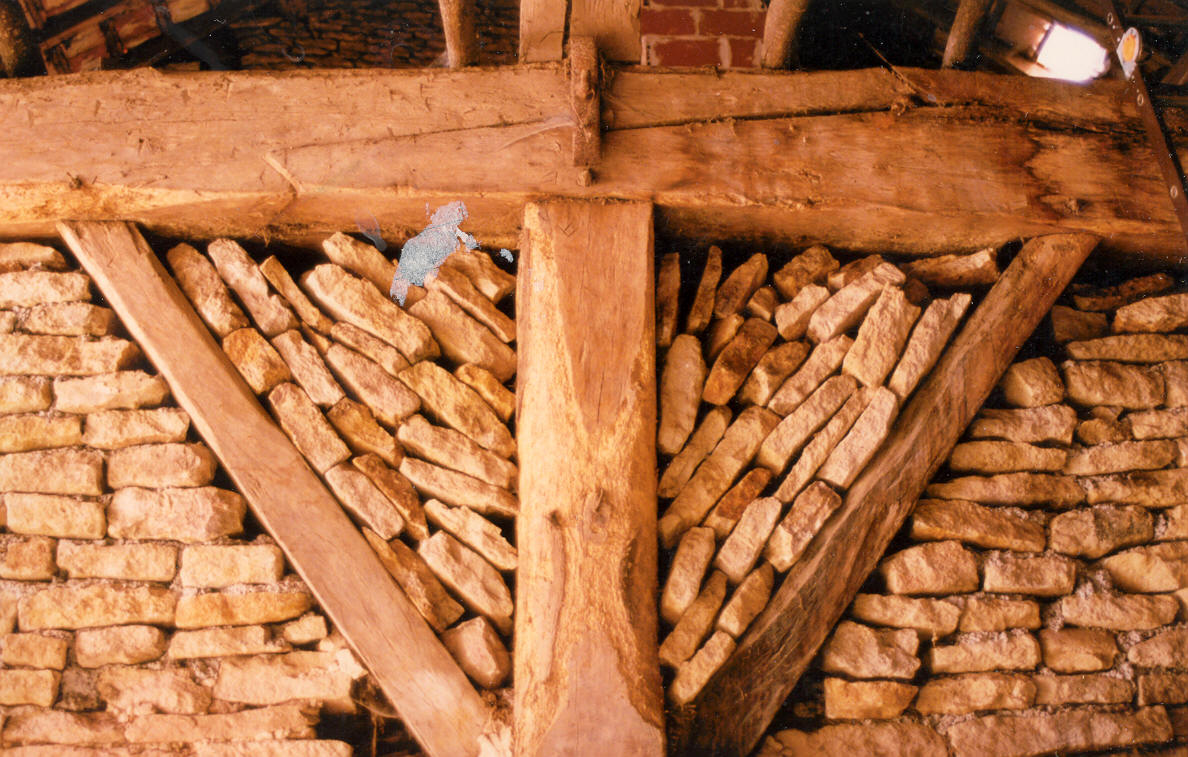
Trait de Jupiter simple avec clé, avec les abouts taillés en coupe et brisés.

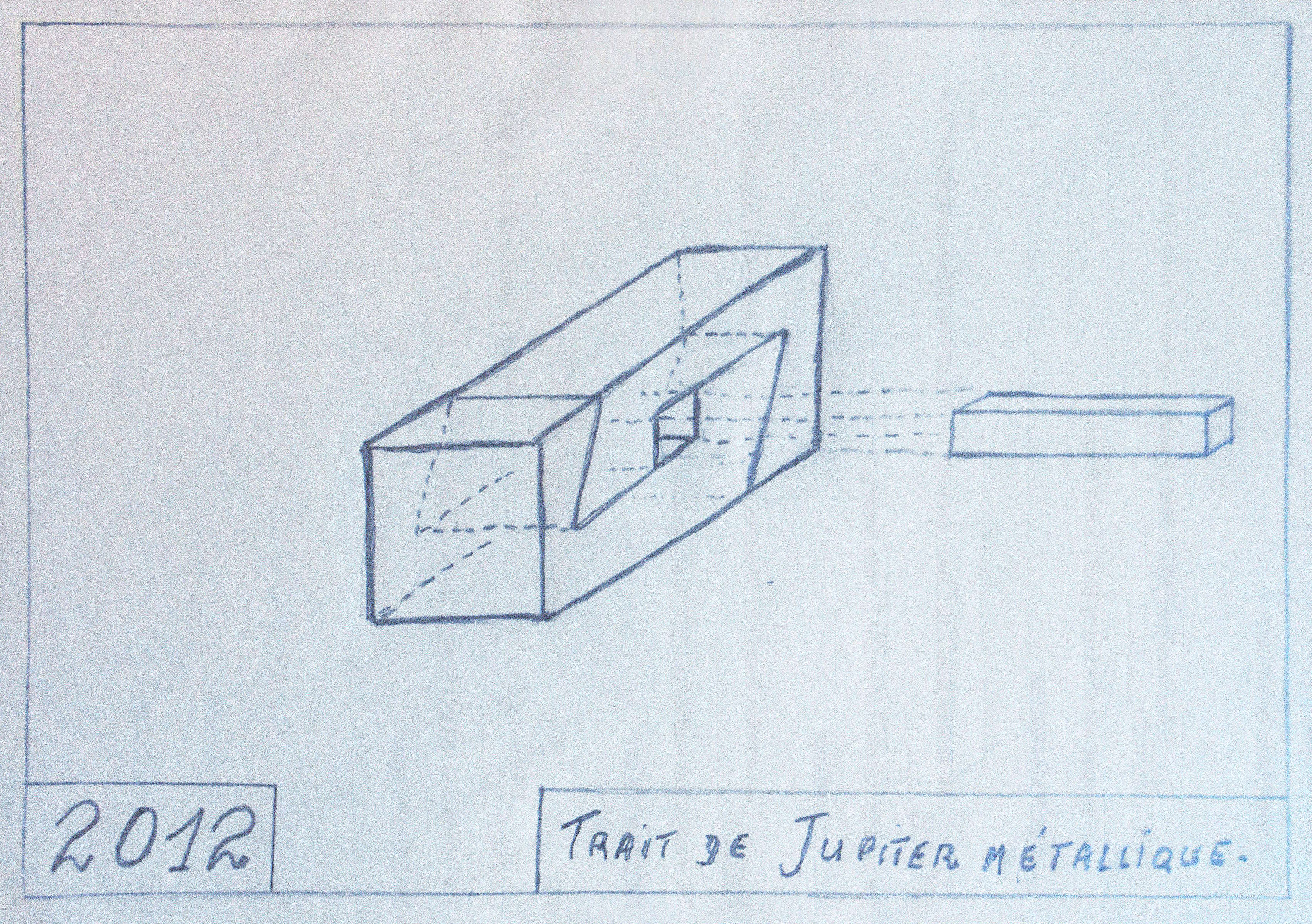
Trait de Jupiter

Le trait de Jupiter, aussi appelé assemblage à trait de Jupiter dans le domaine de la menuiserie, est un assemblage de bois et un exercice de métallurgie.

## Bois

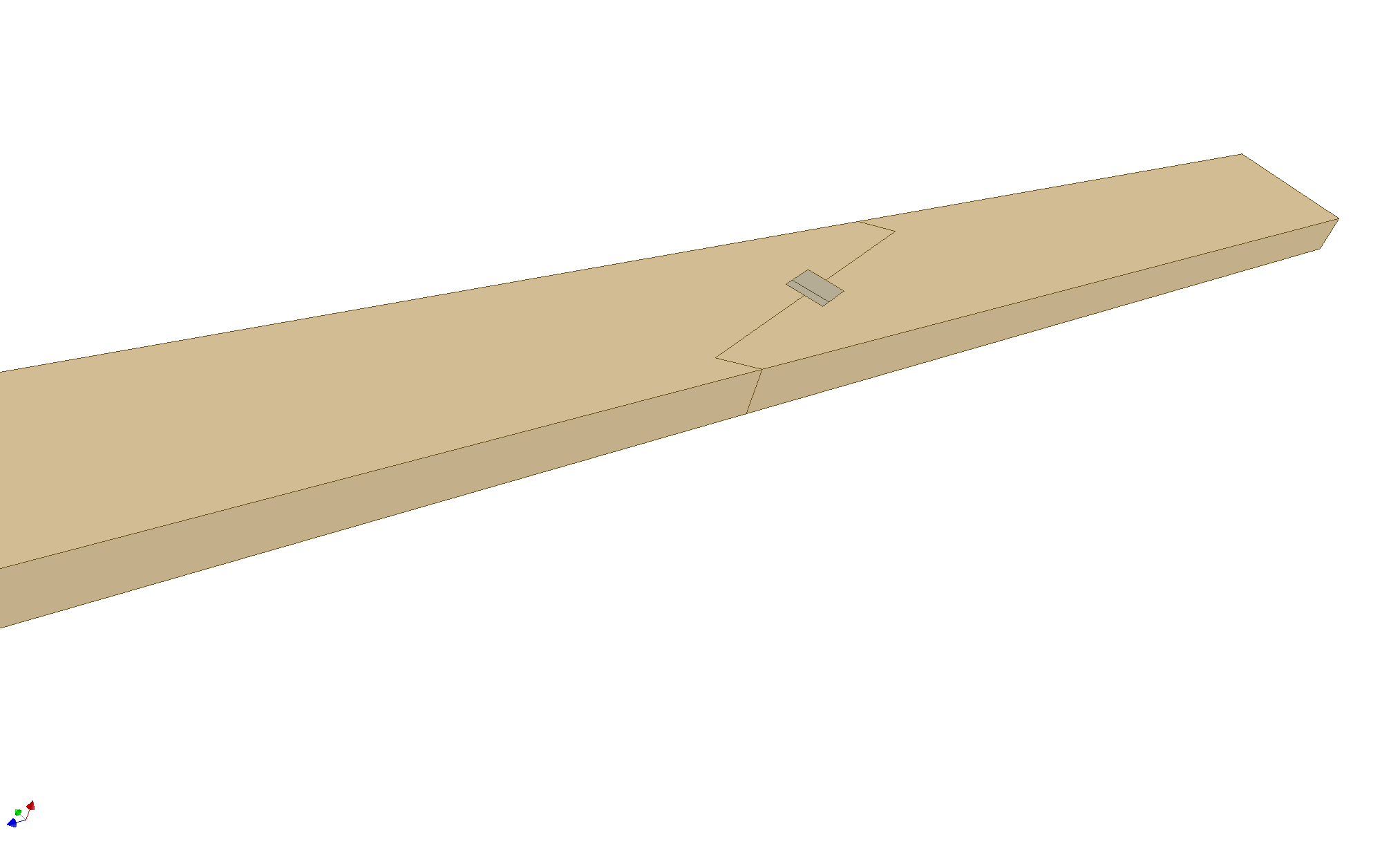
Trait de Jupiter de charpentier, ou un assemblage en sifflet désaboutté biais (ou en crochet) avec clé

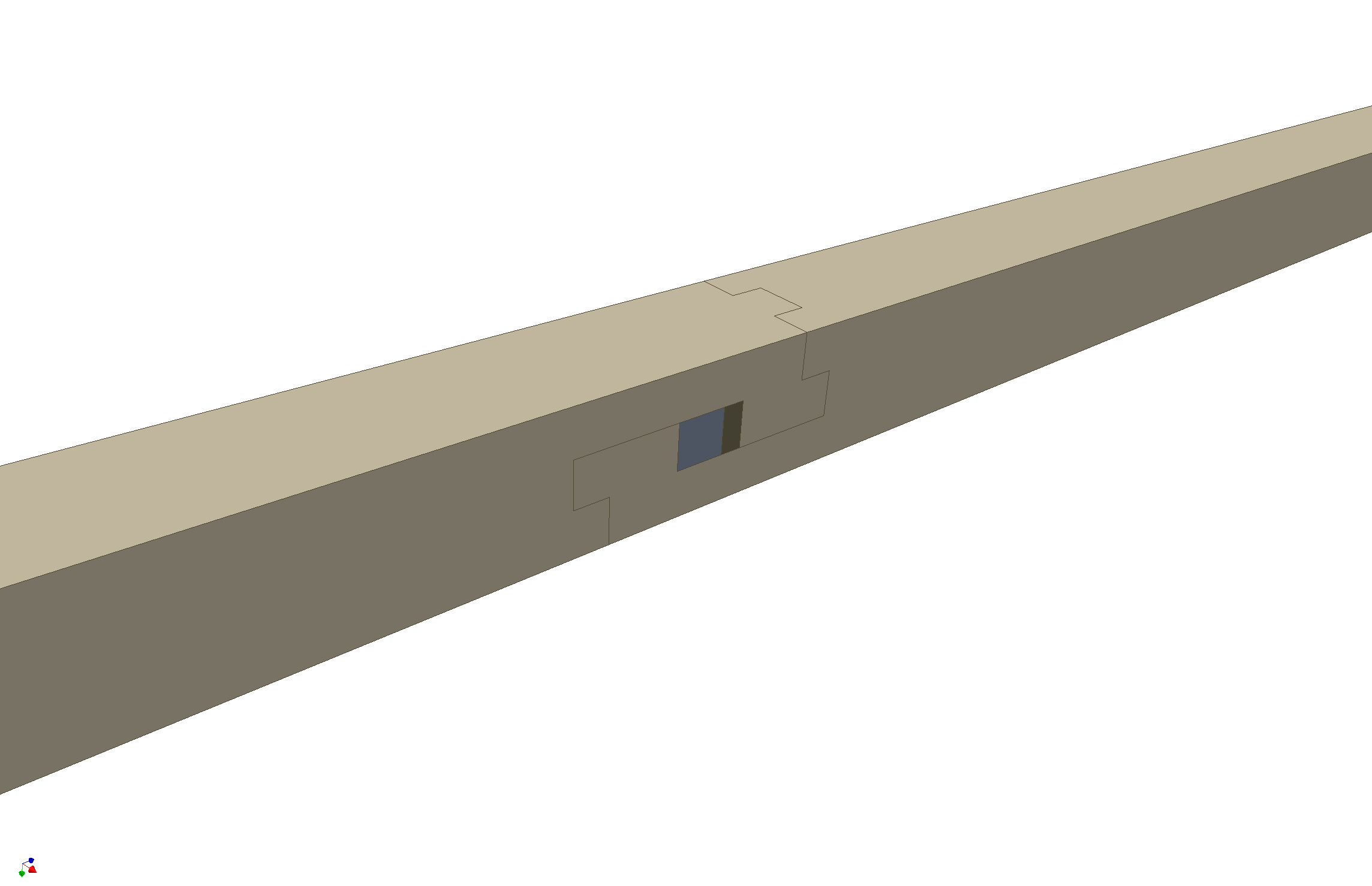
Trait de Jupiter de menuisier

L'assemblage à trait de Jupiter lie deux morceaux de bois de même section afin d'en faire un plus long. C'est donc un assemblage en bout, à mi-bois, qui était très utilisé en charpente et en construction navale, ainsi qu'en menuiserie.
L'utilisation de bois massifs devenant rare cet assemblage est bien moins usité de nos jours.
L'appellation "trait de Jupiter" proviendrait du fait que la forme généralement retenue de cet assemblage rappelle la forme de l'éclair tenu dans la main de Jupiter lui-même.

### Vocabulaire
L'assemblage à trait de Jupiter est un assemblage qui est utilisé lorsqu'il faut allonger des battants de chambranle, de dormant et de châssis de fenêtre; enfin de tous battants ou bâtis dont la dimension est plus grande que n'est la longueur ordinaire des bois destinés à la menuiserie; On fait aussi le même assemblage pour des champs d'archivolte d'autres parties de menuiserie cintrées sur le plat, qu'il faut faire de plusieurs courbes, afin de trancher le moins possible le fil du bois. L'assemblage à trait de Jupiter avec renfort au collet désigne le même assemblage mais qui a lieu lorsqu'il faut rallonger des battants ou réunir des courbes, lorsque les bois sont de forte épaisseur.
On appelle « Clef », le coin qui sert à tenir et serrer un assemblage à trait de Jupiter.
Pourtant dans la rubrique "Ébénisterie - Menuiserie" de l'encyclopédie de Diderot et D'Alembert, cet assemblage est nommé "Trait de pupitre".

### Description
En charpente l'assemblage est constitué d'une partie en biseau étant l'équivalent d'un aboutement en sifflet dont les pointes sont recoupées à l'angle du biseau principal mais symétrique à celui-ci par rapport à l'horizontale (cela forme un Z vu de côté), et d'une paire de clefs en bois qui bloque les deux morceaux à abouter. En menuiserie, le trait de Jupiter est un peu plus compliqué (en conception et en réalisation), afin de contraindre un maximum les deux parties assemblées.

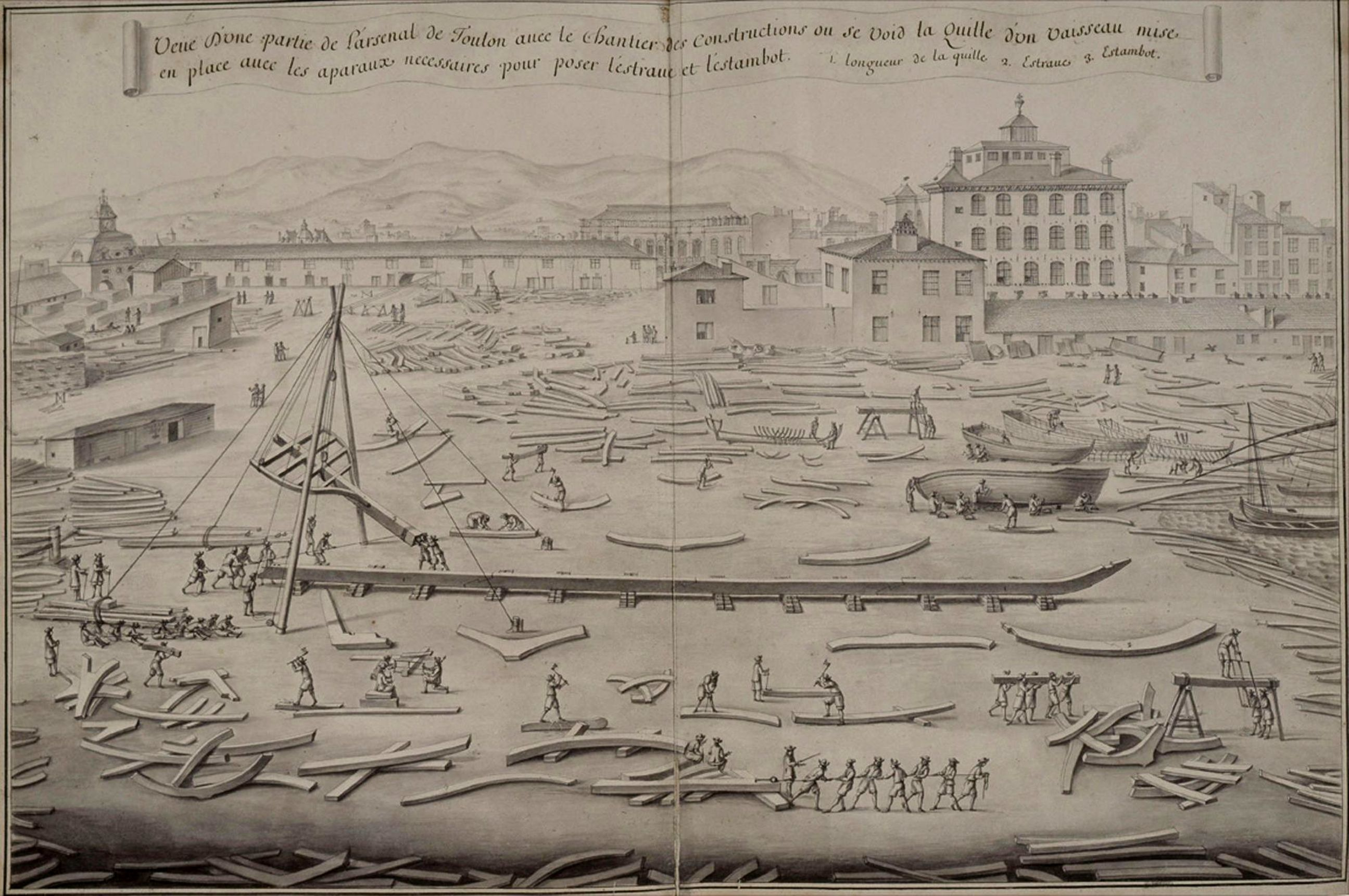
L'arsenal de Toulon vers 1670. Une quille d'assemblage à trait de Jupiter sur ses tins, prolongée à la proue par le brion ou ringeot, mise en place de la poupe (étambot et arcasse) au moyen d'une chèvre à haubans (bigues et apparaux). L'étrave gît à proximité de la proue.

Dans le vocabulaire de la construction navale traditionnelle on a parlé d'écart à dent, à adent ou à croc, dans cet écart long les bouts portent une dent saillante ou rentrante au milieu de l'étendue de leur jonction, les adents s'emboîtent les uns dans les autres, ils font office de tirant; cet assemblage est utilisé pour les baux; tandlasch, haak en néerlandais; hook scarf en anglais, lorsque l'assemblage est bloqué par une clef, on parle en anglais de keyed scarf. On peut attribuer les plus beaux des assemblages de quille (scarf of the keel) aux Romains.

## Métallurgie
Le trait de Jupiter métallique était un exercice dans la formation des élèves qui se destinaient aux carrières d'électromécaniciens. Réalisé à la lime uniquement et avec une précision de moins du centième de mm. C'était aussi un exercice pour la réalisation de la cale intervenant dans le montage d'une roue sur un arbre.
Pratiquement l'exercice consistait à réaliser un assemblage par tenon et mortaise de deux parallélépipèdes rectangles identiques et calés par une clavette rectangulaire.
Dans le trait de Jupiter métallique, le parallélépipède a ses deux faces internes en demi-queue d'aronde et celui-ci par retournement avec l'autre se bloque tandis que le serrage se fait au moyen d'une petite cale rectangulaire d'environ une fois et demie l'épaisseur glissée au milieu de l'assemblage.
Dans la réalisation des deux pièces identiques, le travail est essentiellement fait à la lime, l'évidement au burin et la prise des mesures de l'angle aigu interne de la queue d'aronde par la pose dans celui-ci d'une cale sinus ou pige permettant de mesurer la distance entre le côté externe et la tangente du cylindre.

Différentes variantes de traits de Jupiter
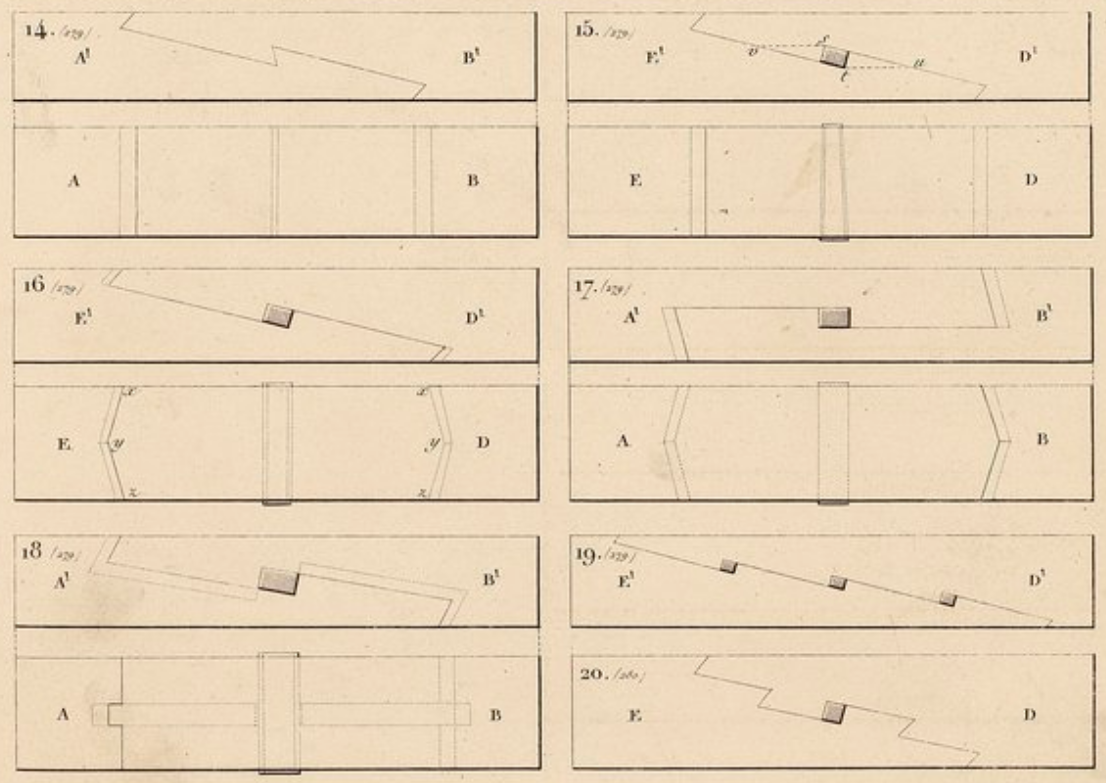
Fig. 14 : Trait de Jupiter simple. Fig. 15 : Trait de Jupiter simple avec clé. Fig. 16 : Trait de Jupiter simple avec clé, avec les abouts taillés en coupe et brisés. Fig. 17 : Trait de Jupiter à joints droits avec abouts en coupes brisées et à clé. Fig. 18 : Trait de Jupiter avec tenons d'abouts, rainures, languettes et clé. Fig. 19 : Trait de Jupiter à triple entaille ou à trois clés. Fig. 20 : Trait de Jupiter à trois entailles et une seule clé.
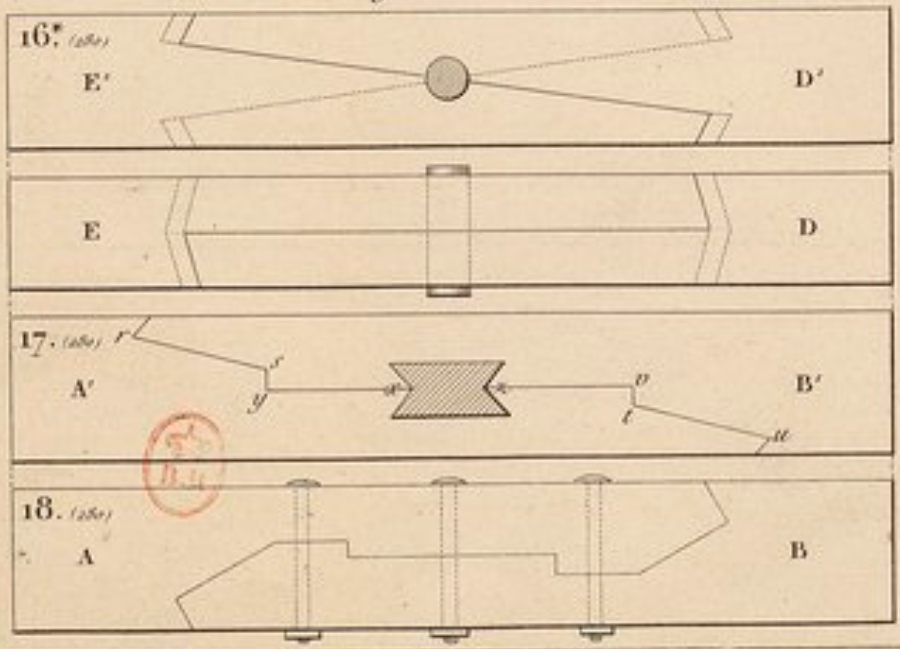
Fig. 16 : Trait de Jupiter double, à fausses entailles en coupes inverses. Fig. 17 : Trait de Jupiter avec coupes droites, fausses coupes, et clé en queue d'hironde. Fig. 18 : Trait de Jupiter sans clef et boulonné.
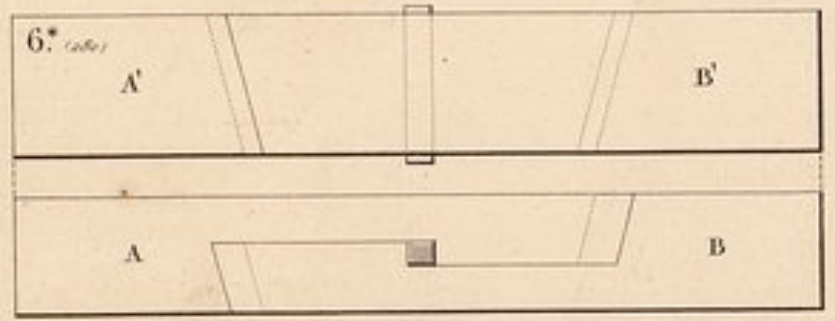
Trait de Jupiter à joint droit avec une seule clé. Ses abouts sont en coupes inverses. C'est un assemblage très solide.
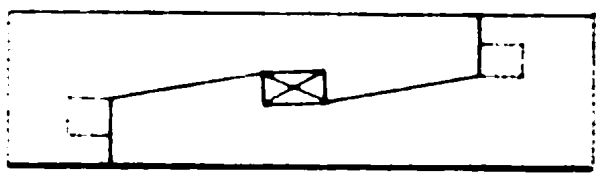
Trait de Jupiter avec renfort au collet.